# Le Diable dans un bénitier
Cet article concerne un pamphlet. Pour le téléfilm de Jean L'Hôte, voir Le Diable dans le bénitier.
Le Diable dans un bénitier (1784) est un in-octavo de 159 pages d'Anne-Gédéon de La Fitte de Pelleport. Il est orné d’une gravure frontispice satirique : « Le Plénipot… [de Moustier] reçoit l’abjuration de Charlot [Charles Théveneau de Morande] et R…r [Receveur] lui donne la croix de St André. »

## Présentation générale

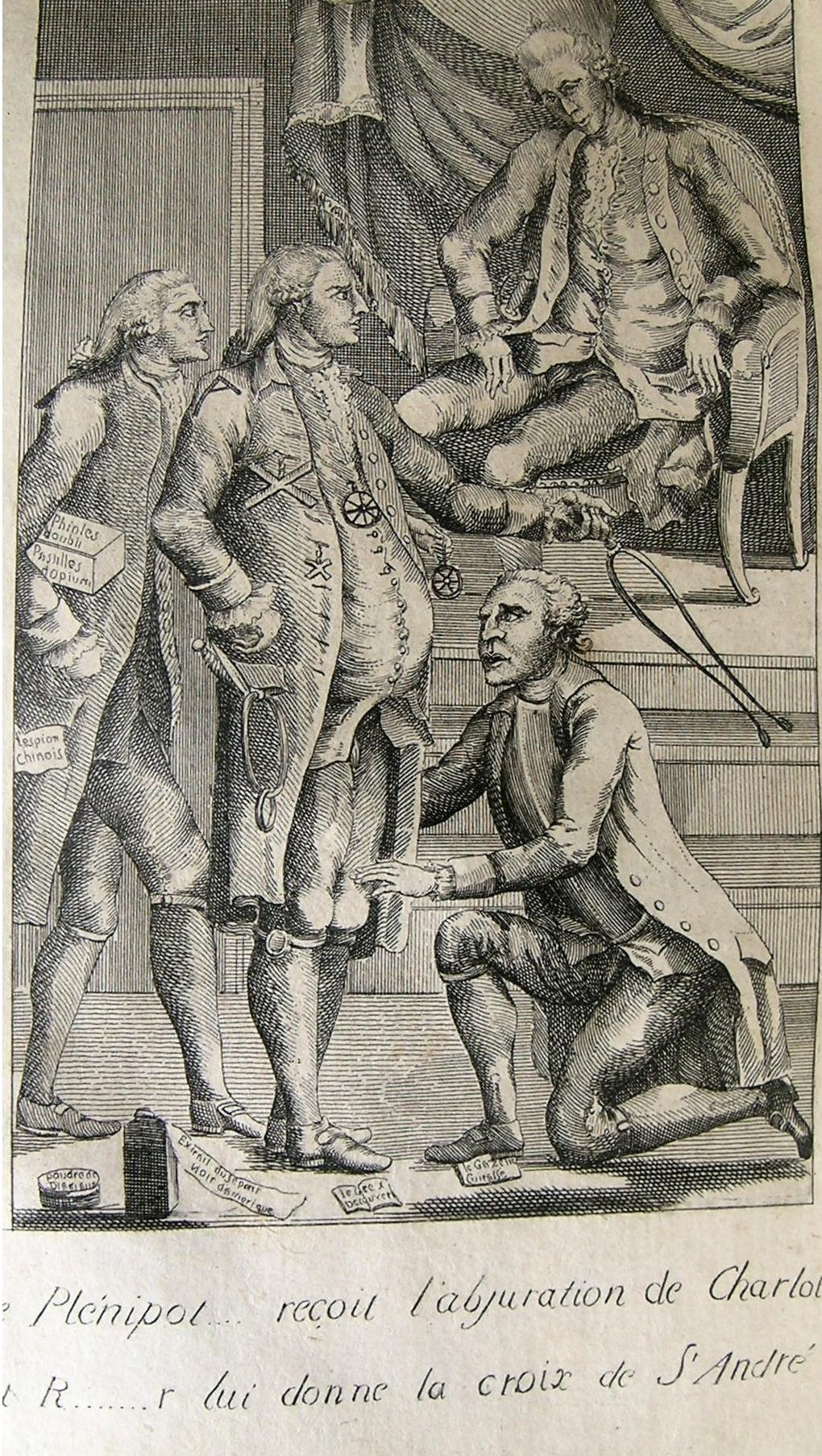
Frontispice du Diable dans un bénitier.

Il a pour titre exact : Le Diable dans un Benitier et la Metamorphose du GAZETIER CUIRASSE en mouche, ou tentative du Sieur Receveur, Inspecteur de la Police de Paris, Chevalier de St. Louis pour établir à Londres une Police à l’Instar de celle de Paris. 
Il est dédié ironiquement au marquis de Castries « Ministre & Secrétaire d’État au Departement de la Marine » et se présente frauduleusement comme « revue, corrigé & augmenté par Mr. L’Abbé AUBERT, Censeur – Royal » et par « PIERRE LE ROUX, Ingénieur des Grands chemins » (Journaliste et Imprimeur clandestin français).
Son lieu d'impression est faux – Paris pour Londres – tout comme sa prétendue autorisation royale.

## Résumé
Ce libelle est dirigé contre Charles Théveneau de Morande, auteur du Gazetier Cuirassé, ou anecdotes scandaleuses de la cour de France (Londres, 1771), libelliste français réfugié à Londres et devenu espion de la police de Paris. Ce qui explique le terme de mouche qui lui est attribué, synonyme d’espion et d'indicateur 
Mais de façon plus générale, l'ouvrage dénonce, comme son titre l'indique, les Secrétariats d'État à la Marine, aux Affaires étrangères et la Police de Paris. Il s'applique à révéler et à tourner aux ridicules leurs opérations infructueuses à Londres dans les années qui suivent la fin du conflit américain.
Son récit s'organise en trois temps avec de nombreuses digressions : en introduction, l'auteur dénonce l'arbitraire français et fait l'éloge de la liberté anglaise. Un premier chapitre est consacré à la mission d'Alexis Anouilh, espion au service du Secrétariat d'État à la Marine qui proposa de corrompre le gouvernement britannique et de négocier le rachat de libelle mais qui détourna l'argent qui lui était confié. Plusieurs chapitres décrivent ensuite l’échec de l’inspecteur Receveur, au début de l’année 1783, à endiguer la diffusion de libelles produits à Londres, ses infructueuses tentatives auprès du libraire David Boissière, le soutien d'Ange Goudar et de Théveneau de Morande dans son entreprise et enfin son retour en France.
Les arrestations du libelliste Louis de Launay et de Jean-Claude Jacquet de la Douai, policier français puis libelliste, sont aussi narrées, cependant, de Pellepore, reproche à Receveur d'avoir torturé et tué les deux hommes dans un cachot parisien, ce qui n'est confirmé par aucun autre récit. 
Enfin, le récit des tentatives de l'inspecteur pour arrêter l'auteur du libelle Les petits Soupers et les nuits de l'Hôtel Bouillon laisserait suggérer que de Pellepore narre en réalité sa propre histoire, et ait donc été poursuivi personnellement par Receveur, après avoir écrit un premier libelle, dénonçant véhémentement les actions du marquis de Castries, secrétaire d’État auprès de la Marine, dont le résumé trop dédié conforte certains experts dans cette théorie.

## Intérêt historique
Catalogues de figures burlesque et de satires, l'ouvrage contient nombre d'éléments qui s’avèrent véridiques confrontés aux sources de l'époque. Comme le souligne la Bastille dévoilée (op. cit., t. I, p. 51) : « Malgré le ton de la plaisanterie qui règne dans cet ouvrage, il offre cependant une infinités de réflexions sages et profondes ». 
Il offre surtout un tableau très précis de la population des libellistes français de Londres et des méthodes de l'ambassade de France et de la Police de Paris à la veille de la Révolution contre les écrits imprimés à Londres.

## Remarques
Les Supercherie littéraires de Quérard attribue cet ouvrage à Théveneau de Morande ce qui est peu probable. 
Il fut réédité à Londres en 1787 sous le titre suivant : Le Diable dans un bénitier dans les affaires du gouvernement de France. (Drujon, op.cit. notice n° 270). On mentionne aussi sous la Révolution française, un Diable à quatre dont Pelleport aurait été l'auteur. 

## Sources
- Jacques Pierre Brissot, Mémoires, Lescure (M. de) (ed.), Paris, 1877, 486 p.
- Pierre Louis Manuel, La Police de Paris dévoilée avec Gravure et Tableau, Paris Garnery, 1791. 2 vol[3],[4], in –8.
- La Bastille dévoilée ou Recueil des pièces authentiques pour servir à son histoire, 3e livraison, Paris, Desenne, 1789 – 1790.